# Торф'яний (Орічівський район)
Торф'яни́й (рос. Торфяной) — селище у складі Орічівського району Кіровської області, Росія. Адміністративний центр та єдиний населений пункт Лугоболотного сільського поселення.

## Населення
Населення поселення становить 1669 осіб (2017; 1696 у 2016, 1741 у 2015, 1768 у 2014, 1719 у 2013, 1685 у 2012, 1685 у 2010, 1831 у 2002, 2742 у 1989, 1830 у 1979, 2931 у 1970).

## Історія
Селище було засноване 1934 року на місці торфорозробок. Сюди на роботу приїжджали заслані сюди із Балтійських країн та Західної України. На початок 1940-их років у селищі було збудовано 28 будівель, селище мало власну хлібопекарню, їдальню та амбулаторію. Більшого розвитку селище набуло після війни.